# Japanese Journal of Clinical Oncology
Japanese Journal of Clinical Oncology is een aan collegiale toetsing onderworpen wetenschappelijk tijdschrift op het gebied van de oncologie. De naam wordt in literatuurverwijzingen meestal afgekort tot Jpn. J. Clin. Oncol. Het wordt uitgegeven door Oxford University Press en verschijnt maandelijks.